# HeiterBlick
Die HeiterBlick GmbH produziert in Leipzig Straßenbahn- und Stadtbahn-Fahrzeuge mit Drehgestelltechnik und leistet Umbaudienstleistungen und die Komponentenfertigung (z. B. Fahrwerksbau) für Schienenfahrzeuge.

## Geschichte
Im Februar 2003 entschieden die Leipziger Verkehrsbetriebe GmbH (LVB), hausintern zwei Prototypen eines kostengünstigen Straßenbahn-Triebwagens zu bauen. Nach der Erprobung der Leoliner genannten Triebwagen durch den Bereich Sonderfahrzeugbau der ehemaligen Leipziger Fahrzeugservice-Betriebe GmbH (LFB), heute IFTEC GmbH & Co. KG, bestellten die LVB 30 weitere Triebwagen, außerdem die Halberstädter Verkehrs-GmbH (HVG) fünf angepasste Triebwagen. Für deren Bau wurde am 6. Juli 2004 eigens das Unternehmen LEOLINER Fahrzeug-Bau Leipzig GmbH (FBL) als 100-prozentiges Tochterunternehmen der Leipziger Verkehrsbetriebe GmbH gegründet.
Nachdem das Unternehmen Siemens, das zu 50 % an den LFB beteiligt ist, ablehnte – unter anderem bedingt durch eigene Probleme mit der Combino-Baureihe und weil die Produktionsverlagerung nach Prag-Zličín zu Siemens kolejová vozidla s.r.o. (ehemals ČKD Tatra) von den LVB abgelehnt wurde, wurden am 1. Januar 2006 51 % der FBL-Anteile an die damalige KIROW Leipzig KE Kranbau Eberswalde AG (heute Techne Kirow GmbH) verkauft. Am 23. Dezember 2010 wurde die Privatisierung abgeschlossen, indem Kirow sämtliche Anteile an der Gesellschaft übernahm.
Im April 2025 stellte das Unternehmen einen Antrag auf ein Insolvenzverfahren in Eigenverwaltung, dem das Amtsgericht Leipzig stattgab. HeiterBlick nannte die Auswirkungen der COVID-19-Pandemie sowie des Russischen Überfalls auf die Ukraine seit 2022 auf die Erfüllung teils zuvor abgeschlossener Verträge als Gründe für die mangelnde Liquidität. Es wurde angekündigt, dass die Aufträge während des Verfahrens unverändert weiter abgewickelt würden. Anfang Juli 2025 eröffnete das Amtsgericht Leipzig schließlich das reguläre Insolvenzverfahren.

## Betriebsstätten und Name

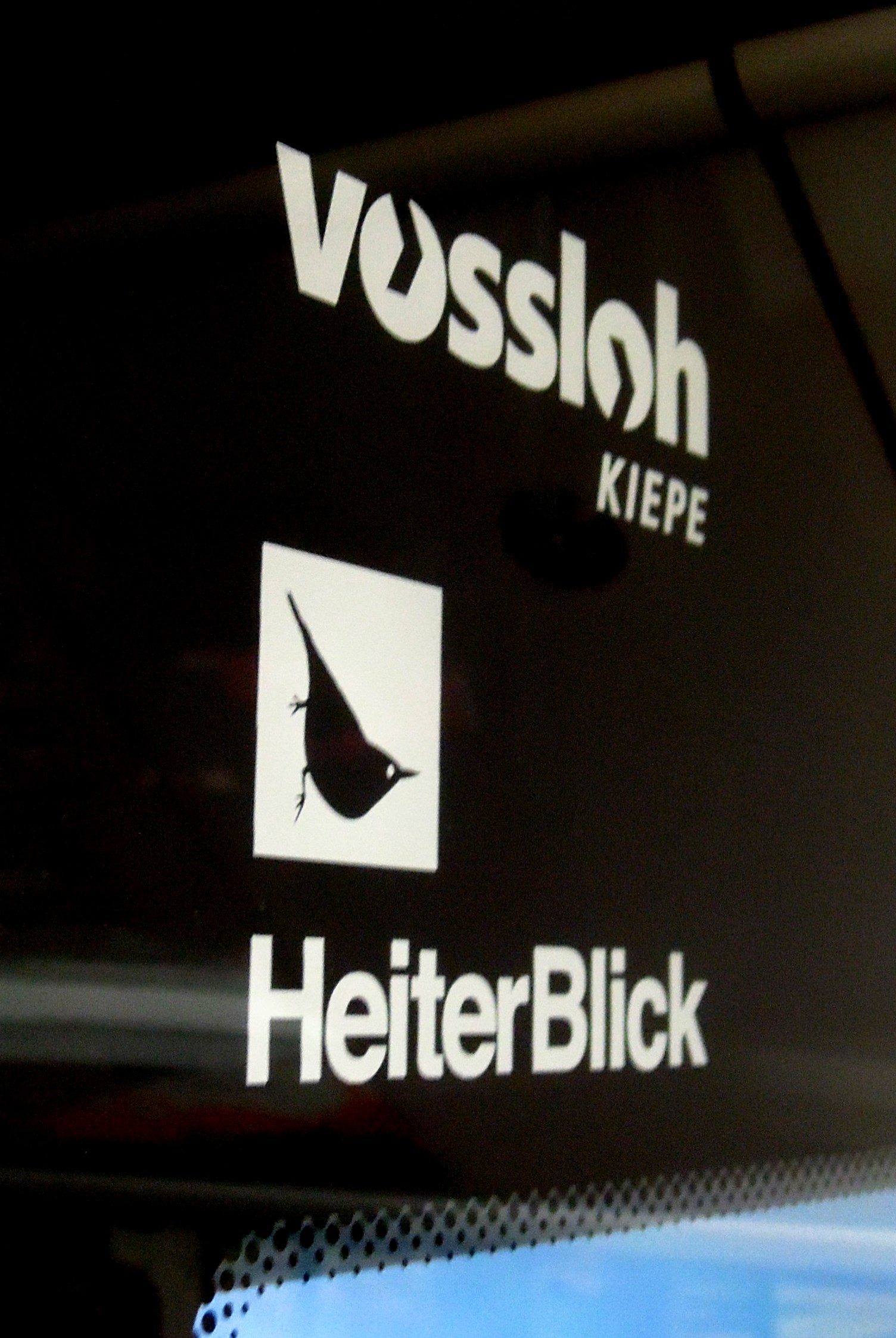
Logo von Heiterblick im Inneren eines GTZ8-B

Die Produktionsstätten der HeiterBlick GmbH befinden sich auf dem KIROW-Gelände im Leipziger Ortsteil Neulindenau unweit der Leipziger Baumwollspinnerei. Die Abnahme der Straßenbahnwagen und einige Zwischenschritte der Endausrüstung der Leoliner-Fahrzeuge fanden im ehemaligen LVB-Straßenbahnhof Leutzsch statt.
Zum 1. Oktober 2007 wurde die FBL in HeiterBlick GmbH umbenannt, um sich neu am Markt zu positionieren. Die Eintragung in das Handelsregister erfolgte am 7. November 2007. Der Name HeiterBlick steht dabei für die Herkunft der Gesellschaft: Im Sommer 1926 wurde im Leipziger Stadtteil Heiterblick auf dem Gelände einer ehemaligen Flugzeugwerft die Straßenbahn-Hauptwerkstatt der Leipziger Verkehrsbetriebe eröffnet, damals die größte Werkstatt für Reparatur und Wartung von Straßenbahn-Fahrzeugen in Europa. Bereits in den 1950er Jahren baute man in der Hauptwerkstatt Heiterblick Straßenbahnwagen. Bis heute werden durch die dort ansässige IFTEC GmbH & Co. KG auf dem Gelände in Heiterblick Hauptuntersuchungen, Generalreparaturen und Unfallinstandsetzungen an Straßenbahnwagen durchgeführt.

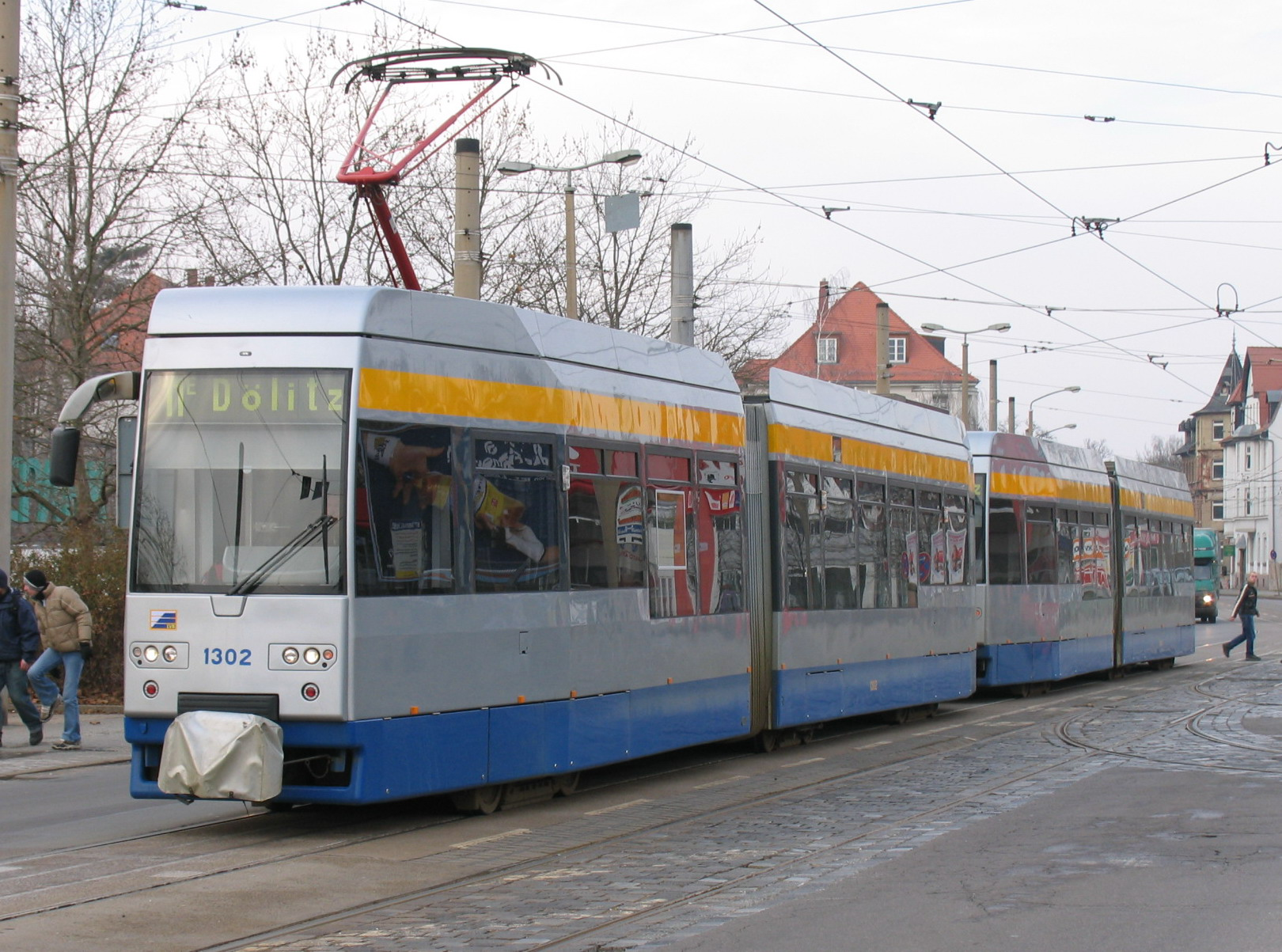
Leoliner-Prototypen LVB 1301 und 1302 in Doppeltraktion

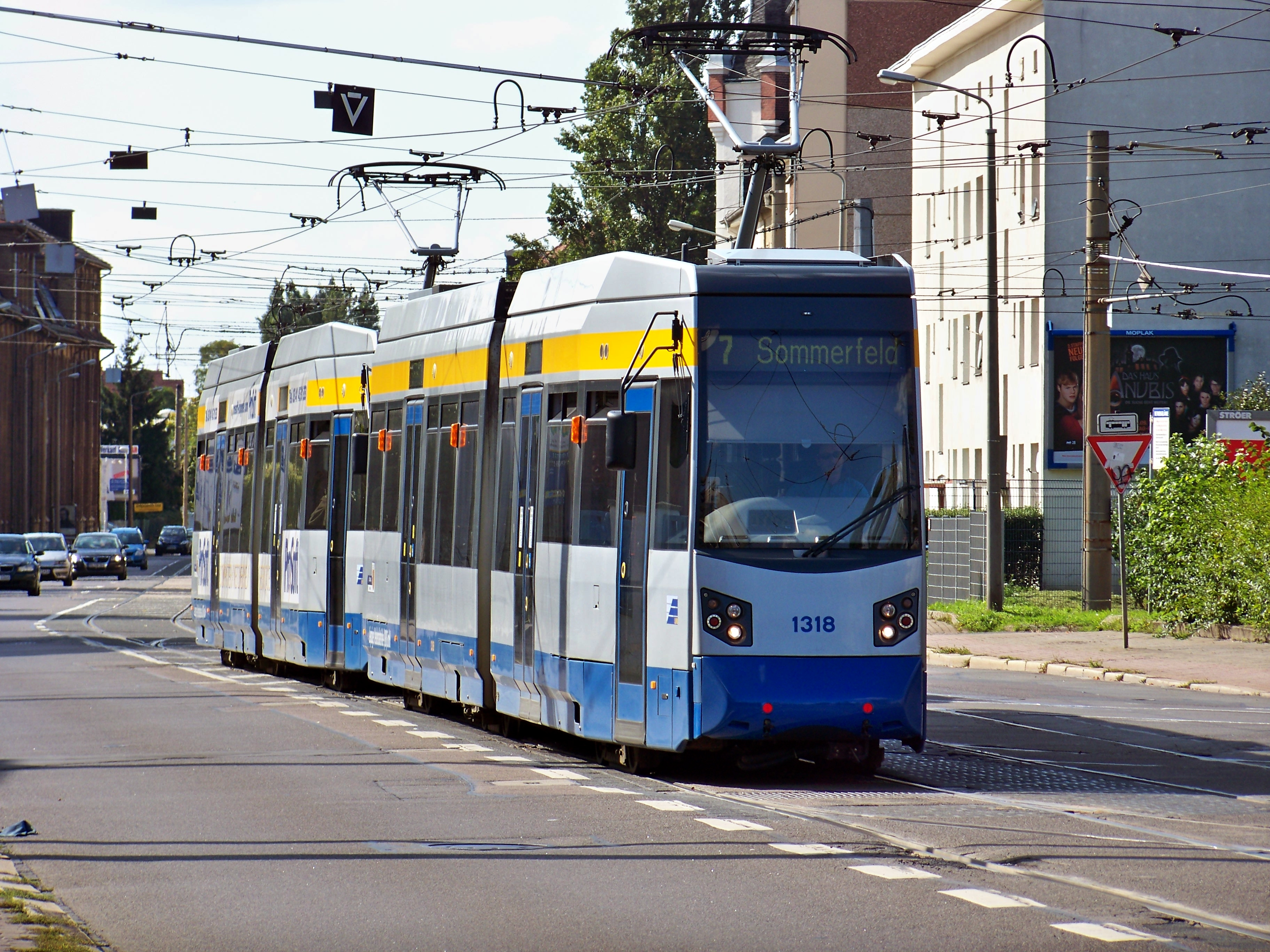
Doppeltraktion aus Leoliner Serienwagen in Leipzig

## Fahrzeuge
Folgende Fahrzeuge und Fahrwerke wurden bisher hergestellt bzw. entwickelt:

### Fahrwerke
Für die Pöstlingbergbahn Linz (Österreich) erfolgte 2009/2010 die umfangreiche Modernisierung von drei historischen Fahrzeugen gemeinsam im Konsortium mit Vossloh-Kiepe Austria (VKA) und der Raility AG Biel-Bienne (Schweiz), einer 50-prozentigen Tochter der HeiterBlick GmbH. Hier lieferte HeiterBlick die neuen Fahrwerke und übernahm die Elektromontage sowie große Teile des Innenausbaus.
Als Subunternehmer der Inekon Trams a. s. (Tschechien) fertigte HeiterBlick 36 Triebdrehgestelle in der Spurweite von 1009 Millimetern für einen Modernisierungsauftrag in Sofia (Bulgarien).

### Straßenbahnen und Stadtbahnen
| Plattform | Modell                         | Stadt     | Anzahl                               | Baujahre                        | Bauart  | Länge                           | Breite |
| --------- | ------------------------------ | --------- | ------------------------------------ | ------------------------------- | ------- | ------------------------------- | ------ |
| Leoliner  |                                | Leipzig   | 50 (48 Serienwagen und 2 Prototypen) | 2003–2011                       |         | 22,68 m                         | 2,30 m |
| Leoliner  | Halberstadt                    | 5         | 2006–2007                            |                                 | 21,00 m | 2,30 m                          |        |
| Vamos     | GTZ8-B Vamos                   | Bielefeld | 16 + 24                              | 2011–2022                       | HF      | 35 m                            | 2,65 m |
| Vamos     | B80C (modernisiert) B80D (neu) | Dortmund  | 64 (modernisiert) 26 + 8 (Neubau)    | 1986–1999: B80C 2021–2026: B80D | HF      | 28 m (2-Teiler) 38 m (3-Teiler) | 2,65 m |
| TW 3000   |                                | Hannover  | 153                                  | 2013–2020                       | HF      | 25 m                            | 2,65 m |
| GT-F      |                                | Würzburg  | 18                                   | 2022–                           | NF      | 36 m                            | 2,40 m |

#### Leoliner

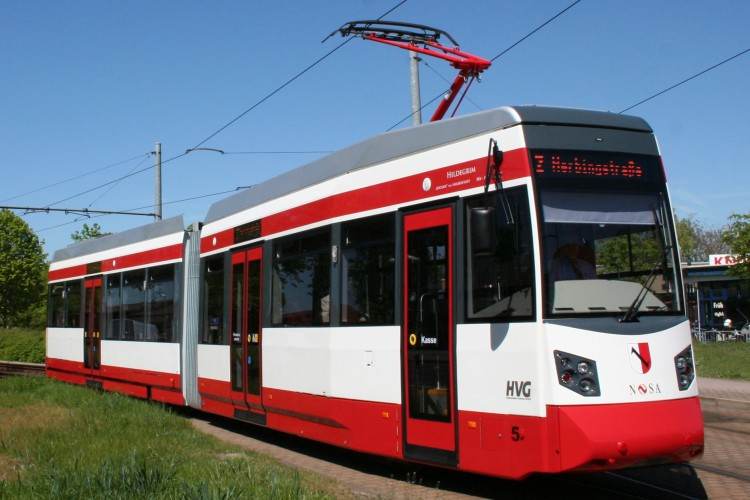
Niederflur-Straßenbahnwagen des Typs „Leoliner“ in Halberstadt

Der Niederflur-Gelenktriebwagen Leoliner wurde bisher 55 mal gefertigt (50 Fahrzeuge für die Leipziger Verkehrsbetriebe und fünf Fahrzeuge für die Halberstädter Verkehrs-GmbH) und stellt das erste Modell der Firma HeiterBlick dar.

##### CityRider
Der Triebfahrzeugtyp CityRider (Weiterentwicklung des Leoliner) befand sich danach in der technischen Planungsphase. Nach der Auftragserteilung der Fahrzeuge für Bielefeld (siehe Vamos weiter unten) wurde das Vorhaben zunächst zurückgestellt.
Für die Montreux-Berner Oberland-Bahn wurde 2008/2009 der Rohbau eines Fahrzeuges gefertigt.

#### Vamos
Der Vamos stellte die zweite komplett eigene fertige Plattform von HeiterBlick dar. Mit dem Vamos 70 (70 % Niederfluranteil) und dem Vamos 95 (95 % Niederfluranteil) stehen zwei Niederflur-Konfigurationen dieser Plattform zur Auswahl, welche in der Vamos-70-Ausführung erstmals 2021 von den Betrieben in Görlitz (NGTG), Leipzig (NGT12+) und Zwickau (NGTZ) bestellt wurden. Der Vamos 95 hingegen schaffte es bisher noch nie über die Ausschreibungsverfahren hinaus.
Bisher produziert wurden der Vamos Bielefeld und der Vamos Dortmund (in Produktion befindlich), bei beiden handelt es sich um Hochflurfahrzeuge.

##### Bielefeld

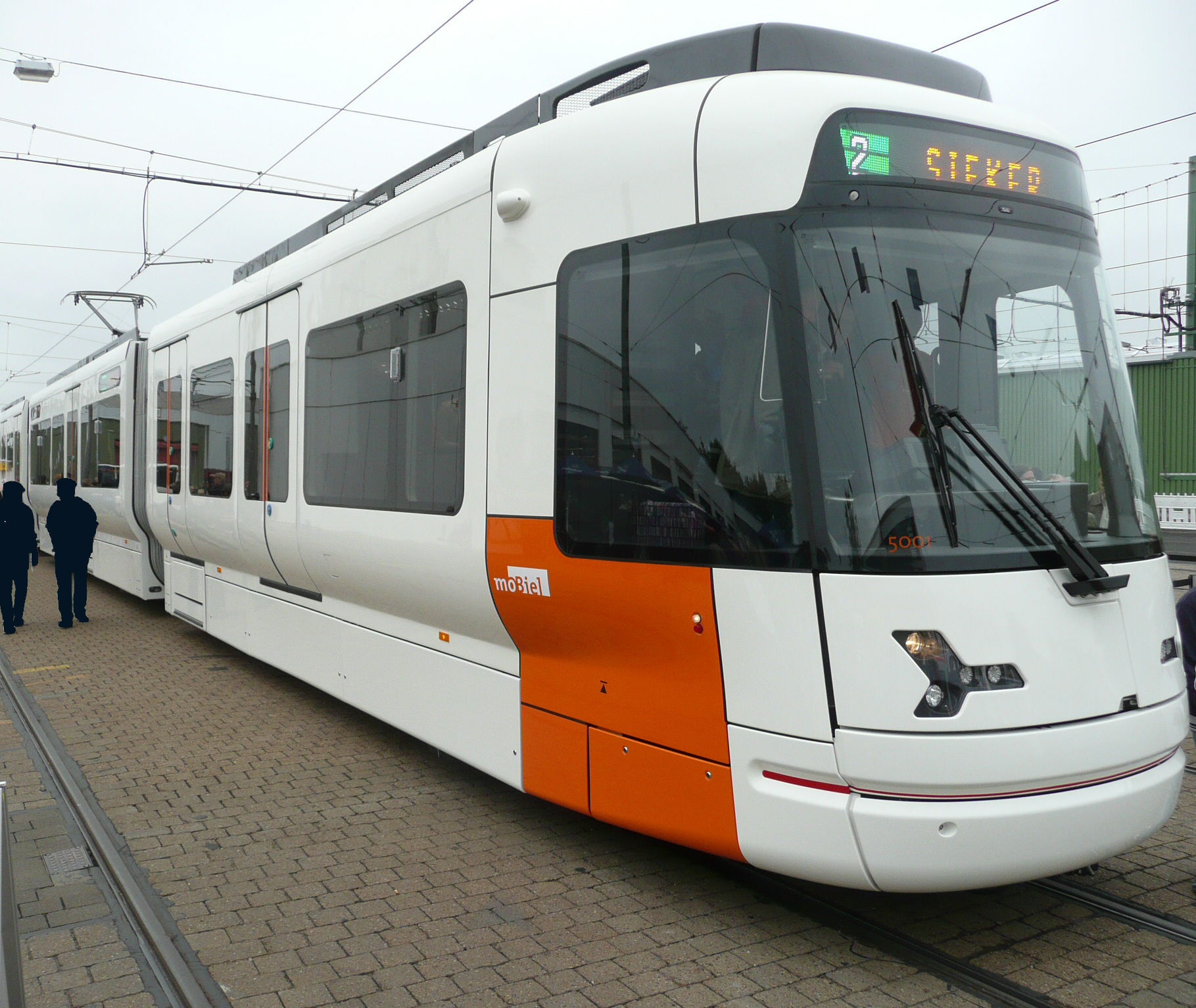
Erster VAMOS GTZ8-B bei moBiel in Bielefeld am 3. Juli 2011

Im Januar 2009 bestellte die moBiel GmbH (Stadtwerke Bielefeld Gruppe) 16 Fahrzeuge vom Typ GTZ8-B Vamos, die HeiterBlick gemeinsam im Konsortium mit Vossloh Kiepe herstellte. Die ursprünglich ab Januar 2011 geplante Auslieferung begann im Juli 2011, der fahrplanmäßige Einsatz im Januar 2012. Das Design durch das Büro Staubach wurde mit dem iF product design award 2012 in der Kategorie Transport Design ausgezeichnet. Prägnant ist hierbei der Bauch, der die Bahn oberhalb der Bahnsteigkante um 35 cm verbreitert um mehr Platz im Innenraum zu schaffen, ohne hierfür die bauliche Infrastruktur anpassen zu müssen.
Im Dezember 2017 bestellten die Stadtwerke Bielefeld 24 weitere Vamos-Triebzüge. Sie sollen zwischen Anfang 2020 und Ende 2022 ausgeliefert werden.

##### Dortmund

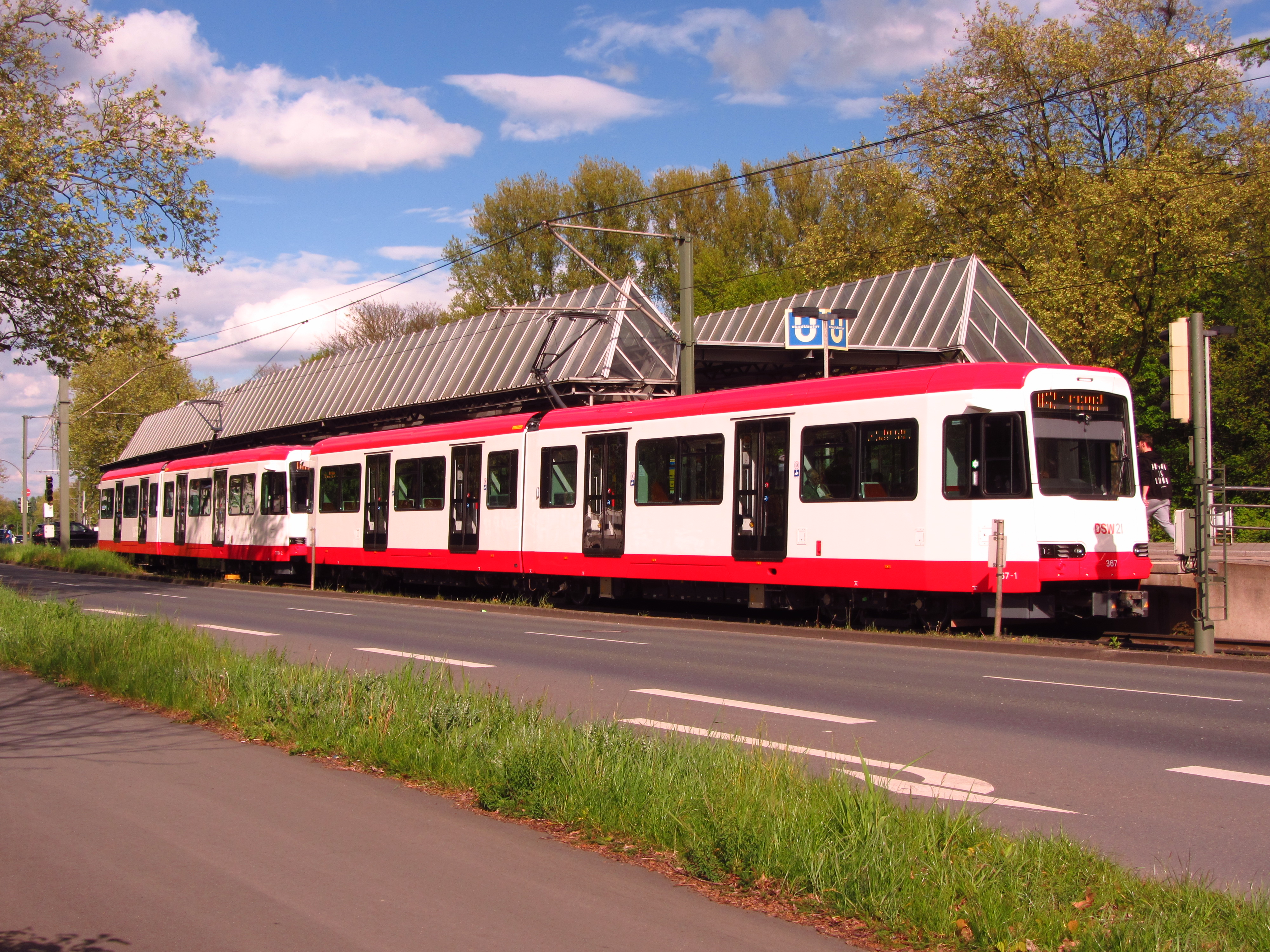
Vamos B80D an der Haltestelle Schulte Rödding (Linie U42)

Für die Stadtbahn Dortmund wurden im Frühjahr 2018 neue B-Wagen des Typs B80D bestellt. Neben der Produktion von 26 Neufahrzeugen umfasst der Auftrag die umfangreiche Modernisierung der 64 Bestandsfahrzeuge des Typs B80C (gebaut 1986 bis 1999). Die modernisierten Bestandsfahrzeuge sollen optisch sowie in weiten Teilen technisch nicht von den Neufahrzeugen zu unterscheiden sein. Die Arbeiten werden, wie schon für die Bielefelder Fahrzeuge, in Zusammenarbeit mit Kiepe Electric durchgeführt.
Eine Besonderheit stellt die Absenkautomatik mittels Luftfederung dar, die das Fahrzeug an den Haltestellen bei Bedarf um drei Zentimeter absenkt, um ein leichteres Aus- und Einsteigen für Mobilitätsbeeinträchtigte zu ermöglichen. Es ist das erste Mal, dass eine solche Installation bei einer Stadtbahn zum Einsatz kommt.
Die Auslieferung des ersten Fahrzeugs wurde mehrfach verschoben und erfolgte zum 1. Dezember 2022. Die Aufnahme des planmäßigen Fahrgastbetriebs war zunächst für Sommer 2023 vorgesehen, konnte jedoch nicht realisiert werden, da die Fahrzeuge bis dahin nicht den Anforderungen der Technischen Aufsichtsbehörde für Straßenbahnen (TAB) genügten. Die ersten sechs Fahrzeuge gingen schließlich am 23. April 2024 in den Fahrgastbetrieb.
Im Februar 2024 wurde bekannt gegeben, dass DSW21 acht zusätzliche Neufahrzeuge bestellt hat, welche ab 2025 erwartet werden.

#### TW 3000

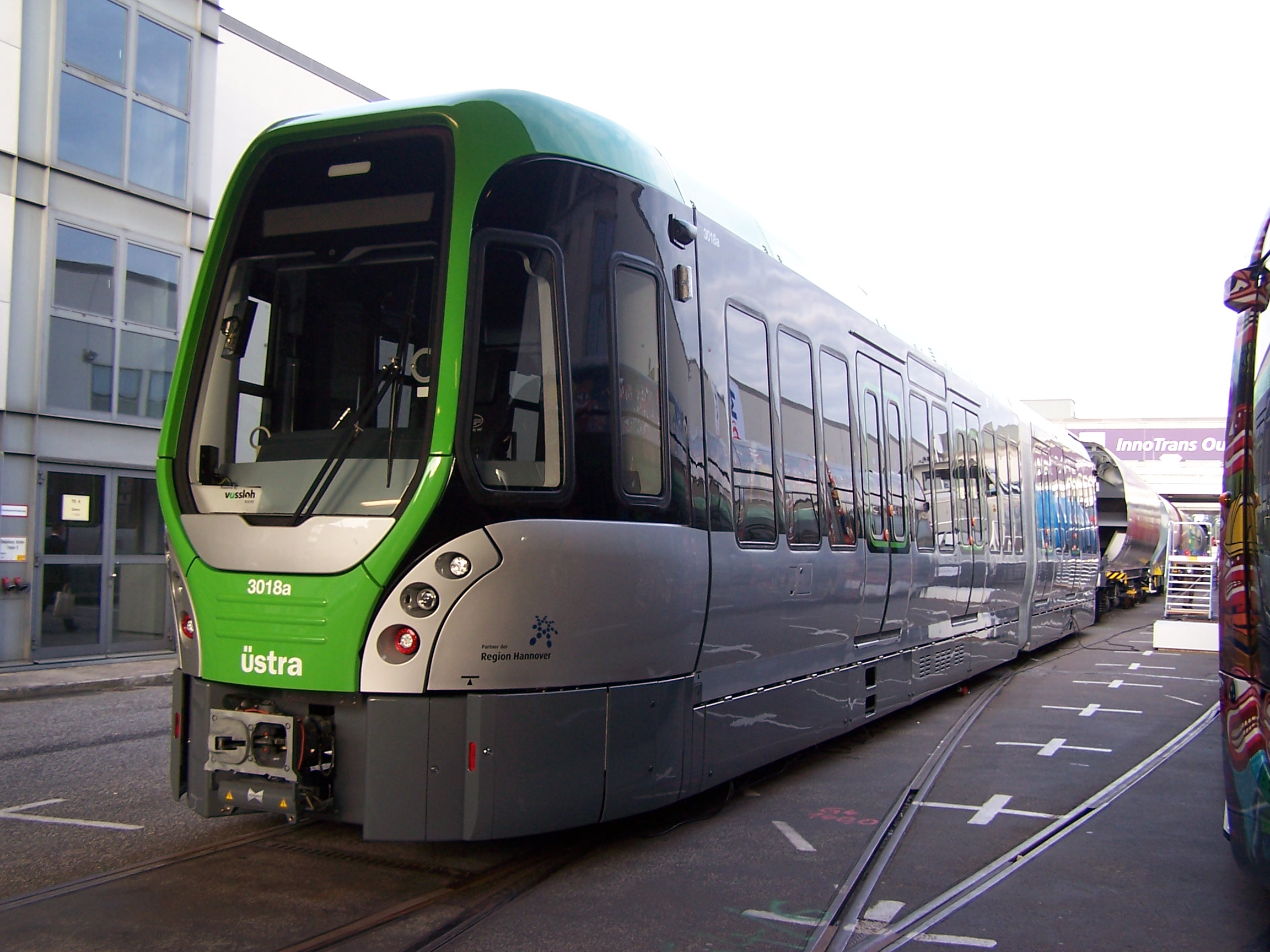
Üstra Tw 3018 für Hannover auf der Innotrans 2014 in Berlin

Im April 2011 gewann Vossloh Kiepe den Auftrag, 50 Stadtbahnwagen TW 3000 für die üstra Hannoversche Verkehrsbetriebe zu liefern. HeiterBlick fertigte als Subunternehmen die Wagenkästen. Das erste Fahrzeug wurde am 15. November 2013 ausgeliefert, nach anfänglichen Qualitätsmängeln konnte ab März 2015 der Einsatz im Liniendienst beginnen. Insgesamt ist die Anschaffung von 153 Fahrzeugen vereinbart.
Dieser Fahrzeugtyp wurde speziell für die Üstra entwickelt.

#### GT-F
Im Dezember 2019 erhielt HeiterBlick einen Auftrag über 18 Straßenbahnen für die Straßenbahn Würzburg.

#### Sächsische Plattform
Im Dezember 2021 erhielt das Konsortium LEIWAG, welches aus der HeiterBlick GmbH und der Kiepe Electric GmbH besteht, den Auftrag für die neuen Straßenbahnen der Städte Leipzig, Görlitz und Zwickau. Die Fahrzeuge für alle drei Städte werden in Leipzig hergestellt. Für die Straßenbahnbetriebe in Görlitz und Zwickau sind dreiteilige, achtachsige Niederflurtriebwagen mit einer Länge von 29,9 Metern vorgesehen, während für Leipzig eine fünfteilige, zwölfachsige Ausführung mit einer Länge von 45 Metern vorgesehen ist. Beide Ausführungen basieren auf dem Vamos 70, welcher mit diesem Auftrag erstmals in Produktion geht.

#### Sonstiges
Das Versuchsfahrzeug der Magnetschwebebahn Transport System Bögl wurde von HeiterBlick gebaut.
Darüber hinaus befindet sich derzeit eine wasserstoffbetriebene Straßenbahn in der Entwicklung, wobei die Entwicklung vom Bundesverkehrsministerium durch die Nationale Organisation Wasserstoff- und Brennstoffzellentechnologie mit 2,1 Mio. € gefördert wird.